# Pułki Korpusu Bezpieczeństwa Wewnętrznego
Pułki Korpusu Bezpieczeństwa Wewnętrznego (nazwa, okres istnienia, garnizon):
- Samodzielny Pułk Ochrony Rządu; w latach 1944-1960 występuje też jako 1 Specjalna Brygada KBW, Nadwiślańska Jednostka KBW, Brygada Ochrony Rządu, Nadwiślańska Brygada Ochrony Rządu Warszawa, Pułk Ochrony Rządu KBW[1][2]
- 1 Specjalny Pułk KBW[3]
- 1 Zmotoryzowany Pułk KBW – zmotoryzowany pułk piechoty KBW w latach 1945–1947 w Warszawie
- 2 Zmotoryzowany Pułk KBW – zmotoryzowany pułk piechoty KBW w latach 1945–1947 w Krakowie;
- 3 Pułk KBW – pułk KBW w Lublinie
- 6 Pułk KBW – pułk KBW w Katowicach
- 7 Pułk KBW – pułk KBW 1945–1964 w Kielcach; sformowany z 3 Batalionu Operacyjnego 2 Brygady Zaporowej; w 1964 przeformowany na 22 Samodzielny Batalion Łączności, a następnie 7 Pułk Łączności KBW Ziemi Kieleckiej
- 7 Pułk Łączności KBW Ziemi Kieleckiej – w 1976 na jego bazie sformowano 20 Brygadę Łączności Wojsk Obrony Wewnętrznej Ziemi Kieleckiej
- 8 Pułk KBW – pułk KBW 1945–1959 w Łodzi
- 8 Łódzki Szkolny Pułk Samochodowy KBW – pułk KBW 1956–1967 w Łodzi
- 9 Pomorski Pułk KBW – pułk KBW 1945–1964 w Bydgoszczy
- 9 Pomorski Pułk Pontonowo-Mostowy KBW – pułk KBW 1956–1966
- 10 Wielkopolski Pułk KBW – pułk KBW 1945–1966 w Poznaniu;
- 11 Dolnośląski Pułk KBW – pułk KBW 1945–1967 we Wrocławiu i Jeleniej Górze
- 12 Pułk KBW Ziemi Szczecińskiej – pułk KBW 1945–1965 w Szczecinie
- 13 Kaszubski Pułk KBW – pułk KBW 1945–1965 w Gdańsku
- 14 Mazurski Pułk KBW – pułk KBW 1945–1965 w Olsztynie
- 15 Pułk KBW Ziemi Opolskiej (15 Samodzielny Batalion KBW) – pułk KBW 1949–1965 w Prudniku i Opolu
- 16 Pułk KBW (16 Samodzielny Batalion KBW) – pułk KBW 1952–1956 w Koszalinie
- Samodzielny Pułk Szkolny KBW – pułk KBW 1945–1954 w Szczytnie
- Zmotoryzowany Pułk KBW – pułk KBW 1945–1947 w Górze Kalwarii – powstał z 1 i 2 Pułków Zmotoryzowanych KBW[4]